# The Secret of My Success (canción)
«The Secret of My Success» —en castellano: «El secreto de mi éxito»— es una canción interpretada por la banda estadounidense de hard rock Night Ranger. Fue compuesta por Jack Blades, David Foster, Tommy Keane y Michael Landau. Aparece originalmente como la quinta melodía del álbum Big Life, lanzado por MCA Records en 1987.

## Descripción y lanzamiento
El tema fue publicado como el primer sencillo de Big Life en formatos de siete y doce pulgadas en 1987, siendo producido por David Foster. La versión de siete pulgadas contiene en el lado B la melodía «Carry On» —en español: «Continuar»—, escrita por Blades y Kelly Keagy; en tanto, la edición de doce pulgadas es promocional y numera el tema principal en ambas caras del disco gramofónico.

## Recepción
Siguiendo con la inercia de los sencillos anteriores de Night Ranger, «The Secret of My Success» consiguió entrar en los listados de popularidad en Estados Unidos, alcanzando el puesto 64.º en el Hot 100 y la posición 12.ª del Mainstream Rock Tracks, ambos de Billboard.

## Lista de canciones
Versión comercial

| Cara A |                            |                                                           |          |  |
| N.º    | Título                     | Escritor(es)                                              | Duración |  |
| 1.     | «The Secret of My Success» | Jack Blades / David Foster / Tommy Keane / Michael Landau | 4:00     |  |

| Cara B |            |                      |          |  |
| N.º    | Título     | Escritor(es)         | Duración |  |
| 2.     | «Carry On» | Blades / Kelly Keagy | 4:22     |  |
| 8:22   |            |                      |          |  |

Edición promocional

| Cara A |                            |                                  |          |  |
| N.º    | Título                     | Escritor(es)                     | Duración |  |
| 1.     | «The Secret of My Success» | Blades / Foster / Keane / Landau | 4:27     |  |

| Cara B |                            |                                  |          |  |
| N.º    | Título                     | Escritor(es)                     | Duración |  |
| 2.     | «The Secret of My Success» | Blades / Foster / Keane / Landau | 4:27     |  |
| 8:54   |                            |                                  |          |  |

## Créditos
- Jack Blades — voz principal, bajo y coros.
- Kelly Keagy — voz principal, batería y coros.
- Brad Gillis — guitarra y coros.
- Jeff Watson — guitarra.
- Alan Fitzgerald — teclados.

## Listas
| Año  | País           | Lista                            | Posición máxima |
| ---- | -------------- | -------------------------------- | --------------- |
| 1987 | Estados Unidos | Billboard Hot 100                | 64.º            |
| 1987 | Estados Unidos | Billboard Mainstream Rock Tracks | 12.º            |

## En la cultura popular
- La canción fue incluida en la banda sonora del filme cómico estadounidense El secreto de mi éxito, estelarizado por Michael J. Fox.[6]